# سريديفي
سريديفي (بالتاميلية: ஸ்ரீதேவி)‏ (بالإنجليزية: Sridevi)‏ (ولدت تحت اسم شري أما يانغر أيابان في 13 أغسطس 1963 - 24 فبراير 2018)، كانت ممثلة ومنتجة أفلام هندية حيث لعبت أدوار البطولة في أفلام تاميلية وتيلوجو وهندية ومالايالامية وكنادية. باعتبارها أول «نجمة نسائية» للسينما الهندية حصلت على خمس جوائز فيلم فير. سريديفي كانت من بين الأعلى أجرا في عقدي 1980 و 1990 وتعتبر الممثلة الأكثر شعبية في عصرها.
بدأت سريديفي مسيرتها المهنية في سن الطفولة عندما اختارها المخرج «م. أ. ثيروموغام» في عام 1969 للتمثيل في فيلم «ثونيفان» في سن الرابعة واستمرت في العمل في الأفلام التاميلية والتيلجو والمالايالامية والكنادية. شاركت للمرة الأولى في بوليوود طفلة في فيلم «جولي» (1975) ولعبت أول دور للكبار في سن 13 في الفيلم التاميلي «موندرو موديتشو» (1976). أكدت سريديفي مكانتها كإحدى الممثلات الرائدات في السينما التاميلية والتيلوجو بتأدية أدوار البطولة الرئيسية في أفلام 16 فاياثينيل (1977) سيغابو روجاكال (1978) فارومايين نيرام سيفابو (1980) ميندوك كوكيلا (1981) بريمابيشيكام (1981) موندرام بيراي (1982) آخاري بوراتام (1988) جاغاديكا فيرودو أتيلوكا سونداري (1990) وكشانا كشنام (1991).
جاء أول دور بطولة لسريديفي في السينما الهندية مع الفيلم الدرامي عام 1979 سولفا صوان واكتسبت اهتماما واسعا بعد الفيلم هيماتوالا عام 1983. ظهرت في سلسلة من الأفلام الناجحة تجاريا بما في ذلك موالي (1983) تحفة (1984) نايا كدام (1984) مقصاد (1984) ماسترجي (1985) نازرانا (1987) سيد الهند (1987) واكت كي أواز (1988) وشاندني (1989). كما حصلت على الثناء على أفلام مثل سادما (1983) ناجينا (1986) تشالباز (1989) لمحة (1991) الله هو الشاهد (1992) جمرة (1993) لادلا (1994) وجوداي (1997). بعد تأدية دور بطل الرواية في المسلسل التلفزيوني الهزلي ماليني إير (2004-2005) عادت سريديفي للسينما في عام 2012 مع الفيلم الكوميدي الدرامي الناجح إنغليش فينغليش. ثم لعبت دور البطولة في فيلمها رقم 300 في فيلم مام 2017. حصلت على إشادة نقدية لأدائها في كلا الفلمين.
في عام 2013 منحت الحكومة الهندية سريديفي بادما شري وهو رابع أعلى وسام مدني في البلاد لمساهماتها في صناعة الترفيه. كما تم منحها جوائز شرفية من قبل حكومات الولايات في تاميل نادو وأندرا براديش وكيرالا. كما تم التصويت على سريديفي بأنها أفضل ممثلة في الهند في آخر 100 سنة في استطلاع وطني لشبكة سي إن إن - ابن في عام 2013 بمناسبة الذكرى المئوية للسينما الهندية. كانت متزوجة من منتج الأفلام بوني كابور ولديها منه طفلتان.

## العائلة وحياتها الشخصية

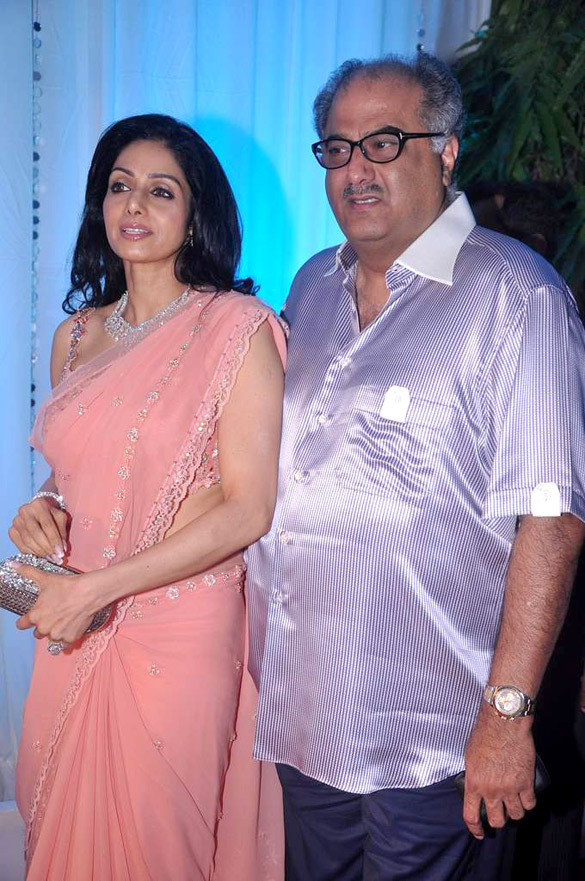
سريديفي مع زوجها في عام 2012.

ولدت شري أما يانغر أيابان في سيفاكاسي، ولاية مادراس، الهند في 13 أغسطس 1963 لأب تاميلي أيابان وأم تيلجو راجيسواري. كانت والدة سريديفي من تيروباتي، ولاية أندرا برديش ووالدها كان محاميا. لديها أخت شقيقة وأخوين غير شقيقين. كانت سريديفي مصحوبة دائما بأمها راجيشواري أو من قبل شقيقتها سريلاثا لتصوير أفلامها خلال الفترة من 1972 حتى 1993. سانجاي راماسوامي متزوج من شقيقتها سريلاثا منذ عام 1989.
توفي والدها في عام 1991 بينما كانت تصور فيلم لامهي. توفيت والدتها في عام 1996 نتيجة للتعقيدات التي عانت منها عن عملية خضعت لها في عام 1995 على ورم في المخ في مركز ميموريال سلون كيترينج للسرطان في نيويورك. كان الجراح العصبي يعمل على الجانب الخطأ من الدماغ وقام بتدمير الأنسجة الحيوية للرؤية والذاكرة الحديثة. تم الإبلاغ عن ذلك على نطاق واسع في وسائل الإعلام الأمريكية في ذلك الوقت الذي أدى بعد ذلك إلى معركة قضائية ناجحة ودفع اقتراح رئيس الولايات المتحدة بيل كلينتون آنذاك ببرنامج للمستشفيات للكشف عن سوء الممارسة والأخطاء الطبية.
تزوجت من المنتج بوني كابور في عام 1996. لديهما ابنتان وهما جانفي (ولدت في عام 1997) وخوشي (ولد في عام 2000). كانت سريديفي نباتية.
سريديفي دائما تزور ثيروباتي في 13 أغسطس (عيد ميلادها) ولم تفوت هذا اليوم أبدا بقضائه في ثيروباتي مع عائلتها. كما تزور سريديفي مكان جدها في ثيروباتي الذي بناه جدها الأكبر فينكاتاسوامي ريدي. جد سريديفي الأكبر فينكاتاسوامي ريدي كان صاحب خدمة حافلات خاصة وتزوج من ممرضة اسمها فينكاتاراثناما وأنجب منها ثلاثة بنات وابنين. قضت سريديفي طفولتها في هذا المنزل. حتى أن بوني كابور زار هذا المكان أثناء الإقامة في فندق في ثيروباتي في عيد ميلادها.

## المسيرة المهنية

### السنوات المبكرة كفنانة طفلة (1967-1975)
بدأت سريديفي مسيرتها الفنية كممثلة طفلة في سن الرابعة في الفيلم التاميلي كاندان كاروناي في عام 1967. في وقت لاحق لعبت دور كارتيكيا الشاب في الفيلم ثونيفان. شاركت سريديفي لأول مرة في توليوود كفنانة طفلة مع فيلم التيلجو الذي عرض في عام 1970 ما نانا نيردوشي. أداء الطفلة سريديفي في بومباتا (1971) بالمالايالامية حصد لها جائزة أفضل ممثلة طفلة في مهرجان ولاية كيرالا السينمائي. أفلام كاندان كاروناي (1967) نام نادو (1969) برارثاناي (1970) بابو (1971) بادي بانثولو (1972) بالا بهاراتام (1972) فاسانثا ماليجاي (1972) وبهاكتا كومبارا (1974) من أبرز أفلامها وهي طفلة. في عام 1972 لأول مرة فإن الممثلة الطفلة سريديفي شاركت في فيلم بوليوود باسم راني ميرا نام الذي أخرجه ك. س. ر. داس. كما مثلت في الفيلم جولي حيث لعبت دور الشقيقة الصغرى لبطلة الفيلم لاكشمي. عملت مع جيه. جايالاليثا في الأفلام: ثيرومانغاليام وكاندان كاروناي وأدي باراشاكتي.

### صعود نجم سريديفي في أفلام جنوب الهند (1976-1982)
في عام 1976 قامت سريديفي بأداء أول دور بطولة رئيسي في الفيلم التاميلي موندرو موديتشو الذي أخرجه ك. بالاشاندر. قامت بالتمثيل لاحقا في عدة أفلام مع كمال حسن وراجنيكانث. كان أول عرض لسريديفي عام 1977 هو غايثري تلاه كافيكويل و 16 فاياثينيل حيث لعبت دور فتاة صغيرة المحتارة بين حبيبين. كما أنها لعبت دور البطولة في فيلم التيلوغو المعاد بادهاريلا فاياسو في عام 1978. أفلامها البارزة التالية شملت سيغابو روجاكال للمخرج بهاراثي رجا وبريا للمخرج س. ب. موثرامان وكارثيكا ديبام وجوني وفارومايين نيرام سيفابو وأكالي راجيام. عملت بجانب ن. ت. راما راو في بوبيلي بولي وجاستيس تشودري وآتاغادو. عملت جنبا إلى جنب مع سيفاجي غانيسان في سانديبو وكافاري مان وبيلوت بريمناث.
شاركت سريديفي لأول مرة كطفلة ممثلة في الفيلم الكانادي بهاكتا كومبارا (1974) للمخرج هنسور كريشنامورثي وشاركت التمثيل مع الدكتور راجكومار وليلافاثي ومانجولا في الفيلم. أفلامها الأخرى كفنانة طفلة في الأفلام الكانادية شملت بالا بهاراتا وسامبورنا رامايانام ويشودا كريشنا. في وقت لاحق شاركت في دور في هينو سامسارادا كانو (1975) للمخرج أ. ف. شيشاجيري راو جنبا إلى جنب مع الممثلون الكاناديون سريناث ومانجولا ك. س. أشواث وبالاكريشنا وشيفارام وأشوك وليلافاثي. هذا كان في الواقع أول فيلم يجمع بين الممثل أشوك وسريديفي. مثلت سريديفي أيضا أمام أمباريش في الفيلم بريا (1978) للمنتج س. ب. موثورامان.
ظهرت للمرة الأولى في الأفلام المالايالامية مع كومارا سامبهافا في عام 1969 كممثلة طفلة ثم الفيلم أبهيناندانام للمخرج إ. ف. ساسي. أفلامها البارزة كبطلة رئيسية في الأفلام المالايالامية كانت ثولافارشام للمخرج ن. سانكاران ناير في عام 1976 وكوتافوم شيكشايوم للمخرج م. ماسثان المقتبس من فيلم التاميل بيناي نامبونغال لكمال حسن وسريديفي نفسها. آخر أفلامها بالمالايالامية كان ساتيافان سافيثري. في عام 1981 لعبت دور البطولة في الفيلم التاميلي ميمند كوكيلا الذي فاز عنه بجائزة أفضل ممثلة جنوبية عن التاميل. في عام 1982 تألقت سريديفي في موندرام بيراي حيث لعبت دور امرأة تعاني من فقدان الذاكرة وحصلت على جائزة أفضل ممثلة في مهرجان ولاية تاميل نادو السينمائي.
شكلت ثنائيا مع كمال حسن في 27 فيلما عبر عدة لغات وهي أوكا رادها إيدهارو كريشنولو (1986) أخي سانجرام (1984) بالهندية وسادما (1983) بالهندية وأندهاغادو (1982) مونرام بيراي (1982) فازفي مايام (1982) أكالي راجيام (1981) ميندوك كوكيلا (1981) شانكارلال (1981) غورو (1980) بالتاميلية وجورو (1980) بالتيلوغو وفارومايين نيرام سيفابو (1980) كاليانا رامان (1979) نيلا مالارغال (1979) سيغابوكال موكوثي (1979) ثايلامال نانيلاي (1979) تشاكايبودو بودو رجا (1978) مانيثاريل إيثاناي نيرانغالا (1978) سيغابو روجاكال (1978) 16 فايادينيلي (1977) مونرو موديتشو (1976).
تشمل أفلام سريديفي البارزة بالتيلوغو كوندا فيتي سيمهام وكشانا كشنام وفيتاغادو وسردار بابارايودو وبوبيلي بولي. مع الممثل أكينيني ناجيسوارا راو ظهرت في أفلام مثل مودولا كودوكو وبريمابيشيشام وبانغارو كانوكا وبريماكانوكا وكذلك مع كريشنا في كانشو كاغادا وكالافاري سامسارام وكريشنافاثارام وبوريباليم بولودو وخيدي رودرايا. عملت مع تشيرانجيفي في جاغاديكا فيرودو أتيلوكا سونداري وس. ب. باراسورام. أدائها فيلم عام 1992 كشانا كشنام للمخرج رام غوبال فارما أمام فينكاتيش حقق لها جائزة أفضل ممثلة بالتيلوغو وجائزة أندرا ناندي لأفضل ممثلة.

### النجاح في بوليوود (1983-1997)
ظهرت سريديفي لأول مرة كبطلة في الأفلام الهندية في سولفا صوان في عام 1979. بعد أربع سنوات وقعت على عقد للتمثيل أمام جيتيندرا في هيماتوالا. الفيلم الذي عرض في عام 1983 أصبح واحدا من أهم أفلام تلك السنة. أسست سريديفي لها مكانا في بوليوود وحصلت على لقب «ذات الفخذين المدويين». أصبح رقصها في «ناينون مين سابنا» مشهورا حيث علق موقع ريديف قائلا: «إن الأواني المائية قد هيمنت على معظم الأطر في» نينون مين سابنا«ولكن كانت ملابس سريديفي المرصعة بالجواهر وأغطية الرأس هي التي لفتت الانتباه». في العام التالي عرض الفيلم تحفة الذي صار تاليا أفضل أفلام عام 1984. حقق الفيلم لسريديفي مكانة كإحدى الممثلات البارزات في بوليوود. أعلنت مجلة فيلم فير أنها «بلا شك رقم 1» على غلافها.
شارك الثنائي جيتيندرا-سريديفي في 16 فيلم معا أبرزها هاميتوالا (1983) جاني دوست (1983) جاستس شودري (1983) موالي (1983) أكالماند (1984) تحفة (1984) باليدان (1985) أولاد (1987) سوهان (1986) غار سانسار (1986) دارم أدهيكاري (1986) وسون بي سوهاغا (1988) التي حققت نجاحا ووآغ أور شولا (1986) هيمات أور ميهانات (1987) (وسارفوش (1985) التي حققت فشلا. سادما الذي عرض في عام 1983 تضمن نقدا إيجابيا لأداء سريديفي. وضع سادما - النسخة الجديدة من فيلمها بالتاميل موندرام بيراي - في قائمة آي ديفا لأفضل عشرة أفلام يتوجب عليك مشاهدتها ولم تحقق نجاحا تجاريا. كما عملت مع ناغارجونا ابن أكينيني ناجيسوارا راو في آخاري بوراتام وغوفيندا غوفيندا وخودة غاواه. كما لعبت دور البطولة أمام دارمندرا ديول وابنه سوني ديول.
حسب صحيفة اكسبريس الهندية فإن أداء سريديفي كطفلة وامرأة تعاني من فقدان الذاكرة كان «معلما بارزا في مسيرتها المهنية اللامعة». ظهرت سريديفي أيضا في قائمة منتصف اليوم من «الأدوار الصعبة التي لعبها ممثلو بوليوود» واصفا عملها في الفيلم بأنه «أفضل أداء لها على الإطلاق». في عام 2012 عادل حسين النجم الذي شاركها بطولة الفيلم إنغليش فينجليش كشف أنه أصبح من محبي الممثلة بعد مشاهدتها في سادما. ظهر الثنائي سريديفي كمال حسن أيضا في قائمة سي إن إن- آي بي إن في عام 2012 لأفضل الثنائيات الرومانسية السينمائية. الفيلم حصد لسريديفي أول جائزة لأفضل ممثلة في مهرجان فيلمفير.
حققت سريديفي نجاحا مع راجيش خانا في أفلام مثل نايا كدام (1984) مقصد (1984) ماسترجي (1985) ونازرانا (1987). في عام 1986 أدت دور الثعبان التي تتحول إلى شكل امرأة في الفيلم الخيالي ناغينا. حل الفيلم المرتبة الثانية لأفضل أفلام العام حيث ذكر موقع شباك تذاكر الهند أن سريديفي لا تزال «بلا منازع رقم 1». اعتبر موقع ياهو! فيلم ناغينا من أفضل الأفلام الخيالية عن الثعابين. وضعت صحيفة تايمز أوف إينديا فيلم ناغينا على رأس قائمة أفضل عشرة أفلام عن الأفاعي في السينما الهندية. كما أن رقصة «ذريدي دوشمان» هي واحدة من أفضل رقصات الثعابين في بوليوود حيث ذكر موقع ديسي هيتس بأنها «واحدة من الرقصات الأكثر شهرة لسريديفي... التي لا تزال تجعل المتفرجين يصرخون رعبا» ووصف موقع آي ديفا بأنها «إحدى أساطير الفيلم». بالإضافة إلى ناغينا فقد شهد عام 1986 أيضا لسريديفي فيلم حقق نجاحا تجاريا وهو كارما للمخرج سوبهاش غاي وجانباز للمخرج فيروز خان. وفقا لموقع سي إن ان - آي بي إن فإن «شعبية سريديفي نمت كثيرا لدرجة أنه على الرغم من ظهورها كضيفة شرف في جانباز إلا أنها طغت تماما على بطلة الفيلم ديمبل كاباديا».

### النجومية (1987-1996)
بعد نجاح سريديفي في الفيلم ناغينا لعبت دور صحفية الجرائم المرموقة في فيلم عام 1987 سيد الهند للمخرج شيكار كابور الذي وصفه ريديف بأنه «واحد من الأفلام الأكثر شهرة في وقتها». أصبح الفيلم واحدا من أعلى النتائج إحصائيا في تلك السنة ووضع في قائمة صحيفة هيندوستان تايمز «لأفضل عشرة أفلام وطنية في السينما الهندية». بينما انتشرت مزحة بأن اسم الفيلم يتوجب أن يكون آنسة الهند فإن موقع ريديف ذكر أيضا أن «سريديفي سرقت الانتباه في الفيلم». وصفت صحيفة تايمز أوف إينديا تقليد سريديفي لتشارلي تشابلن في الفيلم بأنه «الأداء الأكثر إضحاكا الذي قامت به على الإطلاق». وضعها موقع ريديف أيضا في قائمة «أفضل ست ممثلات رئيسيات كوميديات بارزات» ذاكرا بأن «تعبيرات وجهها المحمول يمكن أن تعطي جيم كاري ليال بلا نوم» وأن «أكبر نقطة إيجابية لها هي قدرتها على أن عفوية تماما أمام الكاميرا».
اعتبرت صحيفة تايمز أوف إنديا رقصة "هوا هاواي" بأنها "واحدة من الرقصات التي لا تنسى لسريديفي" وأصبحت أيضا مقرونة بها. إلى جانب الكوميديا قدمت سريديفي للسينما الهندية واحدة من أغنيات المطر الإباحية في الفيلم الناجح تجاريا "كايت ناهين كات تي" حيث وصف فيلمفير سريديفي بأنها "إلهة حقا في ساري أزرق". بينما وصف موقع آي ديفا الأغنية بأنها "لا مثيل لها في السينما الهندية". وضعها موقع ريديف أيضا في قائمة "أفضل 25 مشهد بالساري" مشيدا بقدرة سريديفي على الأداء الشهواني حتى لو كانت تغطي جسدها من الرأس إلى أخمص قدميها". أغنية "كيت ناهي كات تي" تم اختيارها من قبل قناة إن دي كأكثر أغنية في المطر شهرة في بوليوود. ذكر موقع شباك تذاكر الهند أن نجاح فيلم سيد الهند جعل سريديفي تواصل تفوقها على نجمات عصرها جايا برادا وميناكشي شيشادري.
في عام 1989 لعبت سريديفي دور مزدوج في فيلم تشالباز (المحتالة) بأداء دوري شقيقتين توأمين تنفصلان عن بعضهما البعض عند الولادة. وضعت مجلة فيلم فير أدائها في المرتبة الرابعة ضمن قائمة أفضل أداء مبدع في عقد الثمانينات في السينما الهندية مشيرة إلى «ميل سريديفي للضحك وقدرتها على النظر بعيون دامعة عند الحاجة أداء إلى تلميع أدائها الكمال. جعلت ساني ديول وراجنيكانت يبدوان وكأنهما ثانويان في الفيلم». في حين أن مقالة تايمز أوف إنديا ذكرت في مقالة «الأدوار المزدوجة الناجحة في بوليوود» أن «أداء سريديفي حقق نجاحا تجاريا في شباك التذاكر». وضع موقع ريديف الفيلم على رأس قائمة «أفضل 25 دور مزدوج في بوليوود» ذاكراً بأنه "عند مشاهدة تشالباز فلن تصدق أداء سريديفي المذهل في تقمص الشخصيتين وأن الفيلم عززت مكانتها كممثلة كوميدية بارزة". في حديثه إلى صحيفة اكسبريس الهندية عن أداء سريديفي في تشالباز قال المخرج بانكاج باراشار: «أثبتت قدرتها على الأداء في هذا الفيلم وبعد ذلك حصلت على الكثير من العروض لتقديم أفلام بأدوار مزدوجة». أصبحت رقصة المطر المطروقة «نا جاين كاهان سي آي هاي» مشهورة كثيرا حيث وصفت صحيفة تايمز أوف إنديا بأنه «سريدفي التقليدية التي تبدو ببساطة مبهرة مع تعبيراتها القذرة وقطرات المطر تقبل خديها». أدائها المزدوج حقق لسريديفي جائزة فيلم فير لأفضل ممثلة في الأفلام الهندية في حين حصلت الأغنية على جائزة فيلم فير لأفضل أداء راقص.
كما شهد العام نفسه عرض الفيلم الملحمي الرومانسي تشاندني (اسم علم للإناث ومعناه نور القمر) للمخرج ياش تشوبرا بلعب سريديفي دور الممثلة الرئيسية. وفقا لموقع آي ديفا كان الفيلم «أكثر حدثا وأقل فيلما». اعتبر فيلم تشاندني كأحد أفضل أفلام عام 1989 حيث ذكرت الصحيفة الهندوسية أن «الفيلم فتح المجال لبيع التذاكر بالكامل وقيام الموزعين بزيادة كبيرة في عدد قاعات العرض». اعتبرته صحيفة تايمز أوف إنديا «أحد الأفلام الأكثر مشاهدة في السينما الهندية» وأعاد الفيلم التأكيد على موقع سريديفي كأفضل نجمة نسائية في الثمانينيات.
في حين تصدرت سريديفي قائمة صحيفة هيندوستان تايمز لأفضل خمس بطلات للمخرج ياش تشوبرا، فإنها احتلت المرتبة الأولى في قائمة سي إن إن - آي بي إن لأفضل عشر ممثلات مثيرات للمخرج ياش تشوبرا قائلة: «ياش تشوبرا خلد سريدفي كما نور القمر». أصبح عنوان الفيلم واحدا من أشهر الشخصيات في السينما الهندية عندما وضعته مجلة الهند اليوم في قائمة «شخصيات ياش تشوبرا المميزة» في حين أن إن دي تي في وضعه على قائمة «أعظم إبداعات ياش تشوبرا» مشيرا إلى أن الفيلم أكسب سريديفي لقب «معبودة الجماهير».
 كتبت تريبيون: "حققت ممصمة الأزياء لينا دارو النجاح مرة أخرى عندما صممت شكل تشاندني لسريديفي. في كل زاوية شارع تم بيع الشروال والوشاح الذي أعطى للبطلة شكلا مبسطا وهو نادر الحدوث في السينما الهندية. في حين ذكرت ميد داي أن "الشروال الأبيض البسيط والقرطق مع الوشاح بصباغة ليهيريا أعطى سريديفي صورة ملائكية وتسبب في بيع بكميات كبيرة للباس تشاندني". حققت موسيقى تشاندني نجاحا بلاتينيا مع صنف الأداء الراقص في أغنية "مري هاثون ماين ناو ناو تشوديان" من قبل موقع ريديف في قائمة "أفضل 25 أغنية زفاف في بوليوود". كما أدت الممثلة بصوتها أغنية "تشاندي يا ميري تشاندي" التي وضعت من بين "أفضل 5 أغاني" للمخرج ياش تشوبرا من قبل صحيفة هيندوستان تايمز. فاز فيلم تشاندني بجائزة الفيلم الوطني لأفضل فيلم شعبي يقدم ترفيها رائعا بينما حصلت سريديفي على ترشيحات فيلمفير لأفضل ممثلة عن دوريها في فيلمي تشاندني وتشالباز في عام 1989 وحصدت الجائزة عن الفيلم الأخير.

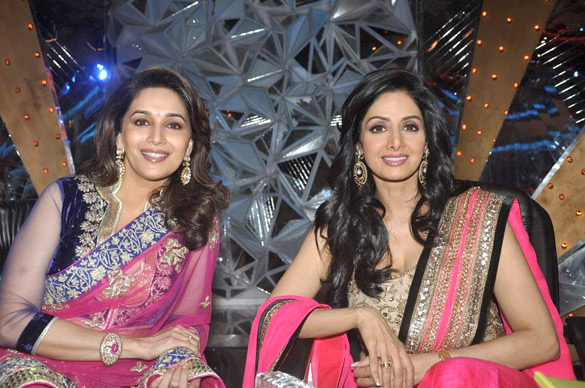
سريديفي (يمين) مع منافستها في التسعينات مادهوري ديكسيت.

التقى ياش تشوبرا مرة أخرى مع سريديفي في فيلمه الذي عرض في عام 1991 لامهي (ذكريات). أدرجته صحيفة تايمز أوف إنديا في قائمة "أفضل 10 أفلام لياش تشوبرا" ووصفته بأنه عبارة عن حكاية "حب تتجاوز حدود الزمان والمكان" في حين وصفه موقع ريديف "أكثر أفلام ياش تشوبرا السهل الممتنع التي تجاوز فيها النتائج التي توصل إليها من الرومانسية اللامعة الثاقبة الجميلة لامهي". لعبت سريديفي دور كل من الأم وابنتها في ما وصفته آي ديفا بأنه "دور مزدوج آخر لكنه كان على خلاف ما لعبته من قبل". أشاد بها موقع ريديف بأنه "أحد أكثر الأفلام شهرة في مسيرتها الفنية... غالبا ما يعتبر الفيلم سابق لوقته" وأدائها جلب الإعجاب الكبير من موقع بيزاسيا الذي ذكر أن "تسليمها لكل من بالافي وبوجا يخدم كذلك في إبراز مدى تنوعها كممثلة ولعب شخصيات متناقضة في نفس الفيلم". أصبح أدائها الشعبي الراقص في أغنية "مورني باغا ما" أيضا مشهورا ووضع من بين "أفضل 5 أغاني" لياش تشوبرا من قبل صحيفة هيندوستان تايمز. فشل لامهي تجاريا لكنه تلقى نقد إيجابي عالي وأصبح على مر السنين من الأفلام الكلاسيكية. تحدثت الناقدة راشيل دواير عن الفيلم في السيرة الذاتية لصاحب الفيلم ياش تشوبرا بأنه فيلمه المفضل (1991) وقسم الجمهور على أساس فئوي: كان يحظى بشعبية كبيرة مع النخب الحضرية وفي الأسواق الخارجية مما سمح لها بالتعادل ولكن فشل تجاريا في شباك التذاكر (الطبقة الدنيا إلى حد كبير خاصة الجمهور المتكرر) بسبب موضوع زنا المحارم المفترض". أفادت الصحيفة الهندوسية أنه "مع ظلال سفاح المحارم تسبب لامهي في أن يكون حديث الناس" في حين اعترفت سريديفي نفسها في مقابلة مع راجيف ماساند بأنها وجدت الموضوع "جريئا جدا". على الرغم من أن موقع ريديف وصف فشل الفيلم التجاري بأنه "إحدى تلك اللحظات الغريبة غير المبررة للسينما" فقد حصد لامهي على خمس جوائز في مهرجان فيلم فير بما في ذلك جائزة فيلم فير لأفضل فيلم وجائزة فيلم فير لأفضل ممثلة. كما فازت أزياء راجاسثاني الشعبية في الفيلم أيضا للمصممة نيتا لولا بالجائزة الوطنية للأفلام لأفضل تصميم زي.
في عام 1992 تألقت سريديفي في ملحمة الله هو الشاهد أمام أميتاب باتشان. لعبت الممثلة دورا مزدوجا مرة أخرى المحاربة الأفغانية بنظير وابنتها مندي. صورت أغلب مشاهد الفيلم في النيبال على الرغم من أن أحداث الفيلم تقع في أفغانستان إلا أنه تم القيام بعمل جيد مع حيث ذكر بي بي سي أنه "تم التصوير لمدة عشرة أيام في منازل في كابول". لا يزال الله هو الشاهد ذو شعبية في أفغانستان حيث أفاد موقع ريديف بأن الفيلم "جعل البلد في حاجة كبيرة إلى افتتاح المزيد من قاعات السينما في البلاد". حصد الفيلم جائزة فيلم فير لأفضل مخرج بينما حصدت سريديفي على ترشيح فيلمفير لأفضل ممثلة. فيلم روب كي راني تشورون (ملكة الجمال وملك اللصوص) ذو الميزانية الكبيرة الذي عرض في عام 1993 صاحب أعلى ميزانية لفيلم في الهند. على الرغم من أن الفيلم فشل تجاريا فإن صحيفة تايمز أوف إنديا وصفت أداء سريديفي بأنه أفضل أداء كوميدي لممثلة جنوبية في أي وقت مضى". قامت بدور مزدوج في أفلام مثل غورو (المعلم) (1988) تشالباز (1989) لامهي (1991) الله هو الشاهد (1992) وغوروديف (اسمي بطلي الفيلم) (1994).
واصلت سريديفي الحصول على الأدوار الرئيسية بأسماء رنانة مثل فيلم شركة دارما للإنتاج غومرا (الضال) للمخرج ماهيش بات وأمام سانجاي دوت. لعبت سريديفي دور مغنية يتم اتهامها زورا بتهريب المخدرات في هونج كونج. ذكرت بوليسبيس أنه "على الرغم من الأداء الجيد لبقية الممثلين فإن فيلم غومرا كان فيلم لسريديفي حقا حيث تمكنت من تجسيد العاطفة النسائية والمتانة إلى حد كبير أنك تتذكر الفيلم بفضل أدائها". نظير أدائها تلقت ترشيحا آخر لجائزة فيلم فير لأفضل ممثلة. في عام 1994 تعاونت سريديفي مع أنيل كابور مرة أخرى في لادلا (الابن المحبوب) حيث دور سيدة الأعمال شيتال جيتلي. الشخصية التي وصفتها تايمز أوف إنديا بأنها «وقحة ومهيمنة وتنافسية للغاية» مما جلب لها ترشيح آخر لجائزة فيلمفير لأفضل ممثلة.
عادت إلى السينما المالايالامية في عام 1996 بفيلم ديفاراجام للمخرج بهاراتان وهو عبارة عن قصة حب حيث تألقت أمام أرافيند سوامي. كان الفيلم الرئيسي الأخير لسريديفي تألقها قبل أن تأخذ استراحة من صناعة الأفلام جوداي (الانفصال) الذي عرض في عام 1997. جنبا إلى جنب مع أنيل كابور وأورميلا ماتوندكار لعبت سريديفي دور ربة المنزل الجشعة التي تتنازل عن أشياء قيمة مقابل المال. بالحديث عن أداء سريديفي الراقص في أغنية البجعة كتب الناقد سوباش ك. جا: «كان الأفضل أداء فيلم جوداي وهو فيلم رهيب شاهدته مرات لا حصر لها لرؤيتها تلعب دور الجشعة للمال والتي تبيع زوجها إلى أورميلا ماتوندكار. من يمكنها غير سريديفي أن تؤدي هذا الدور الفاحش مع هذا الحماس»؟ في حين ذكرت بوليسبيس أنها «استخدمت مهاراتها التمثيلية المصقحة لتوضيح جشع شخصيتها وفرديتها على هذا المستوى الشجاع». فازت سريديفي عن أدائها في فيلم جوداي بالترشيح الثامن لجائزة فيلمفير لأفضل ممثلة.

### ما بعد الزواج والمسيرة التلفزيونية (1998-2011)

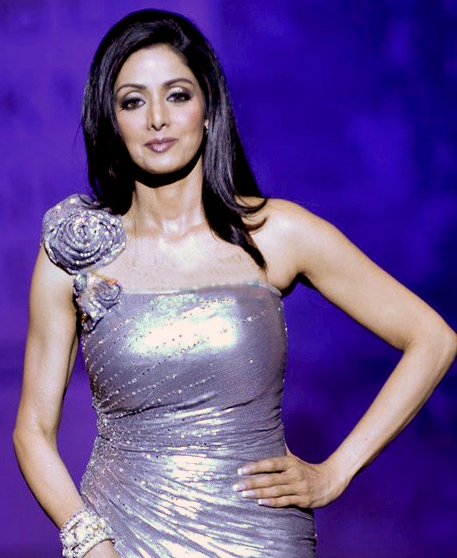
سريديفي في أسبوع لاكمي للموضة في عام 2010.

بعد توقف دام ست سنوات عادت سريديفي لفترة وجيزة إلى الشاشة الصغيرة في المسلسل التلفزيوني الهزلي ماليني إير (2004-2005) الذي عرض على قناة صحارى الأولى. كما مثلت في جينا إيسي كا نام هاي (2004) وظهرت في دور محكمة في البرنامج التلفزيوني كابوم (2005). كما قامت بأداء عدد من أغانيها الموسيقية في جوائز فيلم فير 52 لعام 2007. سريديفي أيضا عضوة في مجلس إدارة الأكاديمية الآسيوية للأفلام والتلفزيون.
في 19 سبتمبر 2009 ظهرت سريديفي في البرنامج التلفزيوني قوة 10 على قناة سوني الذي استضافه سلمان خان. في الحلقة تواجدت سريديفي مع زوجها بوني كابور جنبا إلى جنب مع الممثل والمخرج برابهو ديفا والممثلة عايشة تاكيا والثنائي الموسيقي ساجد-واجد للترويج لفيلمهم وانتيد (مطلوب).
ظهرت سريديفي أيضا في أسبوع لاكمي للموضة 2008 و2010 وأسبوع إتش دي آي إل للموضة 2009 وكمقدمة لمصممين مثل نيتا لولا وكويني دودي وبريا-شينتان.
طورت سريديفي أيضا شغفها نحو الرسم. في مارس 2010 تم بيع لوحاتها من قبل بيت الفن العالمي للمزاد العلني وقامت بالتبرع بجميع الإيراد.
في عام 2011 أشادت كارينا كابور بسريديفي من خلال أداء لمجموعة مختارة من أداء سريديفي الراقص في جوائز السينما والتلفزيون الهندية العالمية. دعت كابور سريديفي بأنها بطلتها والسبب في أن معظم فتيات جيلها أصبحن ممثلات.
في مايو 2012 ظهرت سريديفي في البرنامج التلفزيوني الانتصارات وحدها الحقيقة الذي يقدمه عامر خان كمفاجأة للأشخاص الذين تعرضوا للاعتداء الجنسي في مرحلة الطفولة. وقعت أيضا على رسالة وجهتها إلى الحكومة لدعم إقرار قانون يجرم الاعتداء الجنسي على الأطفال في بادرة من عامر خان.

### العودة مع إنغليش فينجليش والسنوات الأخيرة (2012-2018)

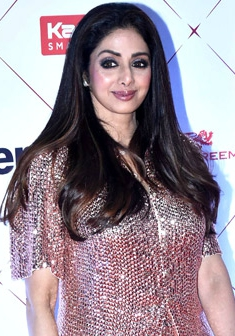
سريديفي في جوائز هت ستايل في 24 يناير 2018 قبل شهر واحد من وفاتها.

بعد غياب دام ثماني سنوات عن السينما لعبت سريديفي دور البطولة في الفيلم الدرامي الكوميدي إنغليش فينجليش (2012) للمخرجة المبتدئة غوري شيندي. في الفيلم لعبت سريديفي دور شاشي غودبول ربة المنزل التي تسجل في دورة للتحدث باللغة الإنجليزية بعد سخرية زوجها وابنتها من مهاراتها في اللغة الإنجليزية. حصل الفيلم وأداء سريديفي على نقد إيجابي. وصفت صحيفة تايمز أوف إنديا بأنه "أحد أفضل الأفلام لعام 2012" وأداء سريديفي "عنصر رئيسي للفاعلين". وجد راجا سين من موقع ريديف الفيلم "الفائز على طول الطريق [...] وتفوقت سريديفي في إبراز شخصيتها" والناقد سوبهاش ك. جا قال عن أداء سريديفي: "يجعل أداء الممثلات المعاصرات حتى الرائعين منهن يبدون كأنهن نكت ... إذا كنت تشاهد فيلمين فقط كل عام تأكد من مشاهدة إنغليش فينجليش مرتين"! كتب راجيف ماساند من شبكة سي إن إن- آي بي إن أن سريديفي تقدم "أداء لا يقل عن الكمال [...] إنه دافئ وغامض ويترك ابتسامة كبيرة على وجهك". أضافت الناقدة أنوباما شوبرا: : أداء سيريديفي لا يفوت. أدائها هو جائزة". قالت كومال نهتا أن سريديفي "تحقق أفضل عودة لها إلى بوليوود وتقدم أداء بارز".
مع نجاح إنغليش فينجليش أصبحت سريديفي على الأرجح الممثلة الوحيدة في بوليوود التي تحقق عودة ناجحة في دور رئيسي بعد الزواج وابتعاد طويل. ظهرت في قائمة فايننشال تايمز لعام 2012 لأفضل 25 أداء من ممثل أو ممثلة من الهند. تصدرت قائمة Rediff.com السنوية ل«أفضل ممثلات بوليوود» في عام 2012 وكتب الموقع على شبكة الإنترنت أن فيلم إنغليش فينغليش «هو فيلم بسيط حيث الأشياء ذات مصداقية ولم يكن ميلودرامي» واستطاعت سريديفي «التحكم في نبرة الصوت. هذا النوع من الأداء المطلوب تعلمه من قبل الممثلات الأصغر سنا». اختيرت سريديفي كأكثر ممثلة في بوليوود إثارة للإعجاب في عام 2012 في مسح على الهواتف المحمولة أجرته فوكليب أكبر شركة أبحاث متنقلة في العالم. تم ترشيحها لعدة جوائز بما في ذلك ترشيح فيلمفير التاسع لأفضل ممثلة. بعد ظهورها خلال أغنية «أبنا بومباي توكيز» في الفيلم اسلكي مومباي (2013) ثم تألقت سريديفي في فيلم المغامرات الخيالي التاميلي بولي (النمر) (2015).
ظهرت سريديفي لاحقا في فيلم مام (أمي) (2017) الذي أنتجه شركة هوم للإنتاج الذي يعتبر صاحب الرقم 300 في مسيرتها الفنية. في فيلم الإثارة لعبت سريديفي دور الأم التي تنتقم من مغتصبي ابنتها. قالت سريديفي أنها كأم وفنانة تعاطفت مع غضب شخصيتها ووجدت صعوبة في أن تكون في حالة طبيعية أثناء التصوير. عرض أمي في يوليو 2017 وحصد نقد إيجابي وأشادوا بأداء سريديفي. أضافت صحيفتي تايمز أوف إنديا وانديان إكسبريس أن سريديفي "توضح لماذا هي صاحبة الأفضل أداء في السينما الهندية" وأنها لا تحتاج إلا إلى نشل أو لمحة لإثبات أنها الحصان الرابح وهناك العديد من المشاهد تميزت بها". في جوائز فيلمفير 63 حصلت سريديفي على ترشيحات لجائزة أفضل ممثلة وأفضل ممثلة (النقاد). في 24 يناير 2018 حضرت حفل جوائز هت ستايل 2018. في وقت وفاتها لم تكن سريديفي تقوم بتصوير أي فيلم. آخر ظهور سينمائي لها كان الظهور كضيفة شرف في الفيلم زيرو (صفر) للمخرج أناند ل. راي الذي سيعرض في 21 ديسمبر 2018 أي بعد عشرة أشهر وفاتها.

## أفلام مختارة
| العام | الفيلم                          | الدور                     | اللغة           | الملاحظات                                     |
| ----- | ------------------------------- | ------------------------- | --------------- | --------------------------------------------- |
| 1969  | ثونايفان                        | الإله موروغان             | تاميلية         |                                               |
| 1971  | بومباتا                         | سارادا                    | المالايالامية   | جائزة الدولة لأفضل ممثل طفل                   |
| 1972  | بالا باراتام                    | دوسالا                    | التيلجو         | ممثلة طفلة                                    |
| 1976  | موندرو موديتشو                  | سلفي                      | تاميلية         |                                               |
| 1977  | 16 فاياثينيلي                   | ماييل                     | تاميلية         | جائزة فيلمفير الخاصة - الجنوب                 |
| 1979  | فيتاغادو                        | روجا                      | التيلجو         |                                               |
| 1980  | ساردار بابا رايودو              | فيجايا                    | التيلجو         |                                               |
| 1981  | برمابيشكام                      | ديفي                      | التيلجو         |                                               |
| 1982  | بوبيلي بولي                     | فيجايا                    | التيلجو         |                                               |
| 1982  | موندرام بيراي                   | باغيالاكشمي/ غيجايا/ فيجي | تاميلية         | جائزة ولاية تاميل نادو السينمائية لأفضل ممثلة |
| 1983  | سادما                           | نيهالاتا مالهوترا         | الهندية         | معاد عن موندرام بيراي                         |
| 1983  | هيماتوالا                       | ريكا س. باندوكوالا        | الهندية         |                                               |
| 1986  | ناغينا                          | راجني                     | الهندية         | جائزة فيلمفير الخاصة                          |
| 1987  | سيد الهند                       | سيما سوني                 | الهندية         | جائزة فيلمفير الخاصة                          |
| 1989  | تشاندني                         | تشاندني ماتور             | الهندية         |                                               |
| 1990  | جاغاديكا فيرودو أتيلوكا سونداري | إندراجا/ راني             | التيلجو         |                                               |
| 1991  | كشانا كشانام                    | ساتيا                     | التيلجو         | جائزة فيلم فير لأفضل ممثلة - التيلجو          |
| 1991  | لامهي                           | بالافي/ بوجا باتناغار     | الهندية         | جائزة فيلمفير لأفضل ممثلة                     |
| 1994  | غوفيندا غوفيندا                 | نافينا                    | التيلجو         |                                               |
| 1996  | ديفاراغام                       | لاكشمي                    | المالايالامية   |                                               |
| 2012  | إنغليش فينغليش                  | شاشي غودبولي              | الهندية/تاميلية | جائزة ستاردست لأفضل ممثلة (دراما)             |
| 2015  | بولي                            | الملكة يافاناراني         | تاميلية         | جائزة فيلم ستارفيوس لأفضل شرير (أنثى)         |
| 2017  | مام                             | ديفكي ساباروال            | الهندية         | جائزة زي سيني لأفضل ممثلة                     |

## الوفاة
توفيت سريديفي في 24 فبراير 2018 في الساعة 19:00 بتوقيت غرينيتش في دبي. على الرغم من أنه أعلن في وقت سابق أن سبب الوفاة هو سكتة قلبية إلا أن تقرير الطب الشرعي الذي أصدرته القيادة العامة لشرطة دبي أشار إلى أن سريديفي توفيت بسبب الغرق العرضي في حوض استحمام الفندق. تم العثور على آثار الكحول في جسدها ووجد الماء في رئتيها.
في ذلك الوقت كانت برفقة زوجها بوني كابور وابنتهما خوشي لحضور حفل زفاف ابن أخت زوجها موهيت مارواه في شمال الإمارات العربية المتحدة. بعد شائعات بأن أخبار وفاتها كانت خدعة على الإنترنت فقد أكد صهرها سانجاي كابور أن الخبر صحيح. أعلن جمهورها وزملاؤها ونجوم بوليوود تعازيهم على تويتر حزنا على موتها. بعد أيام قليلة من التحقيق أغلقت قضيتها في 27 فبراير وأعيدت جثتها إلى مومباي في الهند من قبل زوجها بوني كابور وابن زوجها أرجون كابور على طائرة خاصة تابعة لشركة أنيل أمباني. أقيمت جنازتها في 28 فبراير في محرقة فيلي بارلي ساماج، مومباي. تم حرقها مع مرتبة الشرف للدولة كما تلقت طلقات بندقية تحية لها في جنازتها. أشعل زوجها بوني كابور المحرقة.

### شبهة القتل
ادعى زعيم حزب بهاراتيا جاناتا سوبرامانيان سوامي أن وفاة سريديفي لم يكن حادث عرضي. كشف أن سبب وفاة سريديفي هو الغرق العرضي بعد التقارير الأولية للسكتة القلبية مع وجود الكحول في جسمها في وقت لاحق. لكن سوامي ادعى أن سريديفي لم تشرب الكحول سابقا حفاظا على نظامها الصحي كما أنها لا تتعاطى أي مواد كيميائية عند المرض وافترض أن أحدهم قام بإغراقها. في حديثه إلى تايمز ناو قال: «من الصعب جدا أن تموت وتغرق في حوض الاستحمام ما لم يدفعها شخص ما أو يمنعها من التنفس». أضاف أنه يعتقد أن الأطباء الغريبين زعموا أن القلب قد توقف قبل أن يتم التحقيق. قال سوامي: «دعونا ننتظر الادعاء لنطق ذلك. لا تبدو الحقائق في وسائط الإعلام متسقة. لم تشرب الخمر قط فكيف أدخل إلى جسمها؟ ماذا عن الكاميرات الأمنية؟ الأطباء ظهروا فجأة في وسائل الإعلام وقالوا أنها ماتت بسبب قصور في القلب». قال النائب عمار سينغ أيضا أن سريديفي لم تكن تشرب الخمر إطلاقا: «في مراسم الزفاف فإن السيدة سريديفي لم تشرب الخمر».
ادعى بوني كابور الذي غادر دبي متوجها إلى مومباي في وقت سابق من الأسبوع ولكنه عاد إلى دبي لتناول وجبة العشاء مساء قد أيقظ سريديفي في حوالي الساعة 5.30 مساء وتحدث الزوجان لمدة 15 دقيقة قبل أن تذهب سريديفي إلى الحمام للاستحمام استعدادا للخروج. عندما لم تخرج لبعض الوقت فتح كابور الباب بقوة ليشاهد زوجته «بلا حراك في حوض استحمام مليء بالماء» وفقا لخليج تايمز. «حاول إحيائها وعندما لم يستطع اتصل على صديق له للاستنجاد به. بعد ذلك أبلغ الشرطة في الساعة 9 مساء» وفقا للتقرير نقلا عن مصدر.
وفقا لكثيرين فإن بيان بوني كابور حول الأحداث لا يضيف شيئا. فقد أعرب العديد من المعجبين على تويتر عن شكوكهم حول وفاة سريديفي في وقت غير مناسب. قالوا أن الوفاة لا تبدو حادثا عرضيا مضيفين أن الحقيقة ستنتهي قريبا حيث أن شرطة دبي هي من تقوم بالتحقيق وليس الشرطة الهندية. أضافوا أن الشرطة الهندية مشهورة بتغطية مثل هذه الجرائم. رأى المعجبون أيضا أنه ينبغي معاقبة القاتل المزعوم إذا لم يتم القبض عليه وفقا لقوانين دبي. طرح مستخدمو تويتر الأسئلة التالية:
- لماذا بوني كابور استدعى رجال الشرطة فقط بعد 9:30 مساء عندما وجد سريديفي ميتة في حوالي 7:15 مساء؟
- لماذا اتصل بصديقه بدلاً من استدعاء سيارة الإسعاف؟
- إذا كانت سريديفي قد ماتت بالفعل فكيف دخل إلى غرفة الفندق؟
- لو كانت سريديفي ماتت بهذه الطريقة فلماذا لم يلاحظ بوني كابور ملابسها المبللة؟
- لماذا انتظر بوني كابور ثلاث ساعات لاستدعاء الشرطة وعدم أخذها إلى المستشفى مباشرة؟
- كيف تم اكتشاف الخمر في جسمها وهي حسب أصدقائها لا تشرب الخمر إطلاقا!
- البعض قالوا أنها كانت تتناول أدوية مضادة للاكتئاب ولم تكن في حالتها الطبيعية، فإذا لم تكن في حالتها الطبيعية ولا تستطيع المشي بطريقة سليمة فكيف استطاعت التحدث خمسة عشر دقيقة مع زوجها ثم سارت إلى الحمام بطريقة طبيعية؟
- عندما كان بوني كابور في غرفتها ولو افترضنا أنها فقدت الوعي وسقطت في البانيو، ألم يحدث أي صوت؟ ألم تصرخ ولو قليلا؟

قال أحد المغردين: «الناس الذين لديهم المال يقتلون زوجاتهم وينشرون العديد من القصص السخيفة مثل حوض الاستحمام لغسل أيديهم الدموية». بينما ذكر مغرد آخر: «الأسطورة سريديفي قتلت من قبل شخص ما. يجب على شرطة دبي إجراء التحقيق بدقة جدا». براشانت بوشان محامي المصلحة العامة وناشط وعضو مؤسس من سواراج أبهيان أعرب عن شكوكه على حسابه في تويتر قائلا: «موت سريديفي الغامض هو في الواقع حزين جدا وخسارة كبيرة لصناعة السينما لدينا. من الذي أعطى قصة كاذبة للسكتة القلبية ولماذا؟ إذا أعطت وسائل الإعلام 10٪ من الوقت للاهتمام بسريديفي فإن القضية سوف تتصدع. لماذا تم طبخ قصة السكتة القلبية المزيفة»؟. وقد انتشر هاشتاغ #SrideviDeathMystery و #SrideviDeathTwist على تويتر. اعترف الصحفي والإعلامي بوبيندرا تشوبي أن هاشتاغ #SrideviDeathTwist كان من بين أصعب المواضيع للنشر قائلا: «أردت فقط أن تكون واقعية. لا زلت متأكد من أن الناس لديهم اهتمام بهذا الموضوع. إنها حالة طبيعية في مثل هذه الحالة. إن شرطة دبي تضيف الارتباك للموضوع». ردا على تشوبي قال الناشط سونيل ك. تشاتورفيدي: «كلما كان هناك نهج الارتباك علميا وليس على الإشاعات. ليس هناك ما ينفي نسخة شرطة دبي. كان البيان عن موتها بالسكتة القلبية إشاعة...». قال معجب غاضب أيضا للقنوات التلفزيونية أنه يتوجب عليهم تقليل الاهتمام بوفاة سريديفي الذي يزيد من إيرادات الإعلانات لديهم. وقال أن وسائل الإعلام يجب أن تحترم الوضع وتحترم أفراد عائلة سرديفي الذين ما زالوا في حالة صدمة. قال السفير الهندي لدى الإمارات نافديب سوري: «نترك الأمر للخبراء لتحديد سبب الوفاة. دعونا نتحمل المسؤولية».
قال الإعلامي الباكستاني البارز مباشر لقمان أبرز نظريات وفاة سريديفي:
- توفيت بسبب سكتة قلبية مفاجئة.
- تناولها حبوب حمية غذائية تسبب في أزمة قلبية.
- شرب الخمر ثم ذهابها إلى الحمام وغرقها في حوض الاستحمام.
- في الآونة الأخيرة خضعت لعدة عمليات تجميلية. إحدى تلك العمليات كانت خاطئة مما أدى إلى مضاعفات وتوفيت.

### ردود الفعل والتعازي الجنازة
استجابت صناعة السينما والأصدقاء والمعجبين لوفاتها من خلال وسائل الإعلام الاجتماعية وغيرها من وسائل الإعلام. كتب زوجها بوني كابور: «للعالم كانت لهم تشاندني، الممثلة المتميزة، سريديفي خاصتهم، ولكن بالنسبة لي كانت حبي صديقتي وأم لفتياتنا وشريكتي. لبناتنا كانت كل شيء في حياتهم». أعرب رئيس وزراء الهند ناريندرا مودي عن أسفه لوفاة الممثلة وقال في وسائل الإعلام الاجتماعية: «تفاجأت من وفاة الممثلة الشهيرة سريديفي. كانت محترفة في صناعة السينما التي شملت مسيرتها الطويلة أدوارا متنوعة وأداء لا ينسى. أفكاري مع عائلتها ومعجبيها في هذه الساعة من الحزن. فلتهدأ روحها في سلام». كتب رئيس الهند رام نات كوفيند: «صدمت لسماع وفاة نجمة السينما سريديفي. تركت الملايين من المشجعين في حزن. لا يزال أدائها في أفلام مثل» موندرام بيراي«و» لامهي«و» إنغليش فينغليش«مصدر إلهام للجهات الفاعلة الأخرى. تعازي لأسرتها وزملاءها المقربين».
العديد من زملاء وأقارب سريديفي ألقوا التحية عليها في نادي الاحتفال الرياضي في لوخاندوالا وأيضا في جنازتها. سار الآلاف من المعجبين في الشوارع مدفعون باحترامهم للممثلة. اضطرت الشرطة إلى اللجوء إلى السيطرة على الجماهير المحتشدة الذين تجمعوا حول الموكب من مجمع الاحتفال الرياضي إلى المحرقة وقد بلغ عدد الحشود أكثر من 7,000 شخص.

## الصورة والفن
كانت سريديفي أول نجمة نسائية في بوليوود. كانت تعتبر إحدى أكثر الممثلات شعبية في السينما الهندية. علق النقاد إيجابيا على قدراتها الكوميدية ومهاراتها كراقصة. في التسعينات كانت سريديفي إحدى أعلى الممثلات أجرا في بوليوود. في استطلاع وطني عام 2013 أجرته شبكة سي إن إن- آي بي إن بمناسبة الذكرى المئوية للسينما الهندية صوت سريديفي أيضا بأنها «أفضل ممثلة في الهند في 100 عام».
اعتبرت واحدة من عدد قليل جدا من النجمات الهنديات القادرات على تحقيق نجاح تجاري للفيلم بدون مساندة في البطولة من ممثلين ذكور.

### أيقونة الموضة
ظهرت سريديفي كعارضة أزياء للمرة الأولى في عام 2008. عرضت ملابس المصممين بريا وشنتان في أسبوع لاكمي للموضة. في العام التالي عرضت عمل مصمم المجوهرات كويني رودهي في أسبوع إتش دي آي إل للأزياء الهندية. عملت في أسبوع لاكمي للموضة مرة أخرى في عام 2010 وفي أسبوع أزياء ديلهي 2012 والتي تبين أن الأزياء كانت من تصميم سابياساتشي موخرجي.
كما ظهرت على غلاف مجلات الموضة. في عام 2007 ظهرت على غلاف هاي بليتز مع شعار «عودة إلهة». في عام 2011 ظهرت على غلاف ماري كلير وفي عام 2012 كانت على غلاف أوفيسيل. في عام 2013 ظهرت سريديفي على غلاف مجلة فوغ حيث ذكرتها صحف هيندوستان تايمز وتايمز أوف إنديا وإنديا توداي.
تلقت سريديفي جائزة «الأسطورة النهائية» في حفل جوائز سيرك فيلمفير جلامور وستايل في عام 2015.

## الجوائز والتكريم
- الجائزة المدنية
  - 2013 – بادما شري رابع أعلى جائزة مدنية في الهند من حكومة الهند[181]
- جوائز فيلم فير[117][182]
  - 2013 - جائزة فيلمفير الخاصة عن ناغينا وسيد الهند
  - 1992 – جائزة فيلمفير لأفضل ممثلة عن لامهي
  - 1990 – جائزة فيلم فير لأفضل ممثلة عن تشالباز
  - 1991 – جائزة فيلم فير لأفضل ممثلة بالتيلوغو عن كشانا كشانام[183]
  - 1982 – جائزة فيلم فير لأفضل ممثلة بالتاميلية عن ميندوك كوكيلا
  - 1977 - جائزة فيلمفير الخاصة للجنوب عن 16 فاياثينيل [184]

ترشيحات جوائز فيلمفير
- - 1984 – جائزة فيلم فير لأفضل ممثلة عن سادما
  - 1990 – جائزة فيلم فير لأفضل ممثلة عن تشاندني
  - 1993 – جائزة فيلم فير لأفضل ممثلة عن الله هو الشاهد
  - 1994 – جائزة فيلم فير لأفضل ممثلة عن غومراه
  - 1995 – جائزة فيلم فير لأفضل ممثلة عن لادلا
  - 1998 – جائزة فيلم فير لأفضل ممثلة عن جوداي
  - 2013 – جائزة فيلم فير لأفضل ممثلة عن إنغليش فينغليش
  - 2018 – جائزة فيلم فير لأفضل ممثلة عن مام
- جوائز فيلمفير جلامور و ستايل
  - 2015 – جائزة الأسطورة النهائية[179]
- جوائز بيج ستار للترفيه
  - 2012 – أفضل ممثل ترفيهي في فيلم اجتماعي درامي (أنثى) عن إنغليش فينغليش[186]
- جوائز ولاية تاميل نادو السينمائية
- 1981 - جائزة ولاية تاميل نادو السينمائية لأفضل ممثلة عن موندرام بيراي
- جوائز ستارداست
- 2013 – جائزة ستاردست لأفضل ممثلة دراما عن إنغليش فينغليش[187]
- جائزة إن دي تي في لهندي العام
  - 2013 – إن دي تي في فنان العام[188]
- جوائز قمة نساء الهند اليوم
  - 2013 – نساء الهند اليوم في الفنون[189]
- جوائز تي إس آر - تي في 9
  - 2013 – إمبراطورة السينما الهندية[190]
- جوائز ستارفيو السينمائية
  - 2015 - أفضل ممثلة شريرة عن بولي[191]
- تكريمات خاصة
  - 1990 – جائزة سميتا باتيل التذكارية للمساهمة في السينما الهندية[192]
  - 1997 – جائزة كالاساراسواثي من قبل حكومة ولاية أندرا براديش[193]
  - 2003 – جائزة المهراج لاتشو[194]
  - 2003 – جائزة فامسي الدولية للمساهمة في السينما الهندية[195]
  - 2003 – جائزة مامي في المساهمة في السينما الهندية[196]
  - 2008 – فيتشي "جائزة أسطورة الترفيه الحية"[197]
  - 2009 – شرف خاص في مهرجان القاهرة السينمائي الدولي الثالث والثلاثين للمساهمة في السينما الهندية[198]
  - 2012 – جائزة إيردز السينمائي 2012 لأداء دور شاشي غودبول في إنغليش فينغليش[199]
  - 2013 – تكريم من قبل حكومة ولاية كيرالا للمساهمة في السينما[200]
  - 2013 – تصويت على "أعظم ممثلة في الهند في كل وقت" في استطلاع سي إن إن - آي بي إن[201]
  - 2013 – رئيس "ميدالية الشرف" الهندية للمساهمة في 100 سنة من السينما الهندية[202]
  - 2013 – جائزة مهرجان جاغران السينمائي لأفضل ممثلة عن إنغليش فينغليش[203]
  - 2014 – جائزة أنر الوطنية لعام 2013[204]
  - 2014 – جائزة الأيقونة الملهمة من جامعة ساثيباما[205]
- القوائم السنوية واستطلاعات الرأي
  - 2014 – جائزة خاصة في مهرجان هيرو الذهبي السينمائي الثاني للمساهمة في السينما الآسيوية[206]
  - 2012 – تصويت "ممثلة بوليوود الأكثر إثارة للإعجاب" من قبل فوكليب أكبر شركة أبحاث المحمول في العالم.[207]
  - 2012 – المرتبة الأولى في قائمة "أفضل 10 ممثلات بوليوود لعام 2012" من قبل موقع ريديف[208]
  - 2012 – المرتبة الأولى في قائمة أفضل 10 ممثلات بوليوود من عام 2012 من قبل شباك تذاكر كابسول[209]
  - 2012 – المرتبة الأولى في قائمة أفضل 10 ممثلات بوليوود من عام 2012 من قبل سي إن إن - آي بي إن[210]
  - 2012 – التصويت على المرتبة الأولى كأفضل ممثلة بوليوود في عام 2012 من قبل Koimoi.com[211]
  - 2012 – المرتبة الأولى في قائمة أفضل 10 ممثلات بوليوود في عام 2012 من قبل Bollyspice.com[212]
  - 2012 – التصويت في المرتبة الأولى كأقوى امرأة في مدينة بوليوود بأكثر من 74٪ من الأصوات من قبل Bollywoodlife.com[213]
- جوائز زي سيني
  - 2017 – أفضل ممثلة عن مام[214]

## وصلات خارجية
- سريديفي على موقع IMDb (الإنجليزية)
- سريديفي على موقع ألو سيني (الفرنسية)
- سريديفي على موقع ميوزك برينز (الإنجليزية)
- سريديفي على موقع أول موفي (الإنجليزية)
- سريديفي على موقع إن إن دي بي (الإنجليزية)
- سريديفي على موقع ديسكوغز (الإنجليزية)
- سريديفي على موقع قاعدة بيانات الفيلم (الإنجليزية)
- سريديفي على موقع كينوبويسك (الروسية)